# Thai Rung Union Car
Thai Rung Union Car (taj. บริษัท ไทยรุ่งยูเนี่ยนคาร์ จำกัด มหาชน; Thai Rung) – tajlandzki producent samochodów osobowych (głównie SUV-ów i pick-upów). 
Przedsiębiorstwo założone zostało w 1967 roku, a jego siedziba mieści się w Bangkoku.

## Modele
- Adventure Master
- Exclusive Limousine
- Freelife
- MUV4
- Transformer
- Xciter